# Vlag van Hechtel-Eksel
De vlag van Hechtel-Eksel werd door de gemeenteraad op 9 augustus 1984 officieel vastgesteld als de gemeentelijke vlag van de Belgisch Limburgse gemeente Hechtel-Eksel. Op 7 mei 1985 werd hij door het Bestuur van Vlaanderen bevestigd en uiteindelijk gepubliceerd op 8 juli 1986 in het officiële Belgisch Staatsblad.
Officieel wordt de vlag beschreven als:
Twee even lange banen van zwart en van wit, met op het midden de aaneengesloten gele hoofdletters H en E.
De twee banen staan voor de twee voormalige gemeenten Hechtel en Eksel, die ook worden weergegeven door hun initialen. De kleuren van de vlag zijn afkomstig op het gemeentewapen.

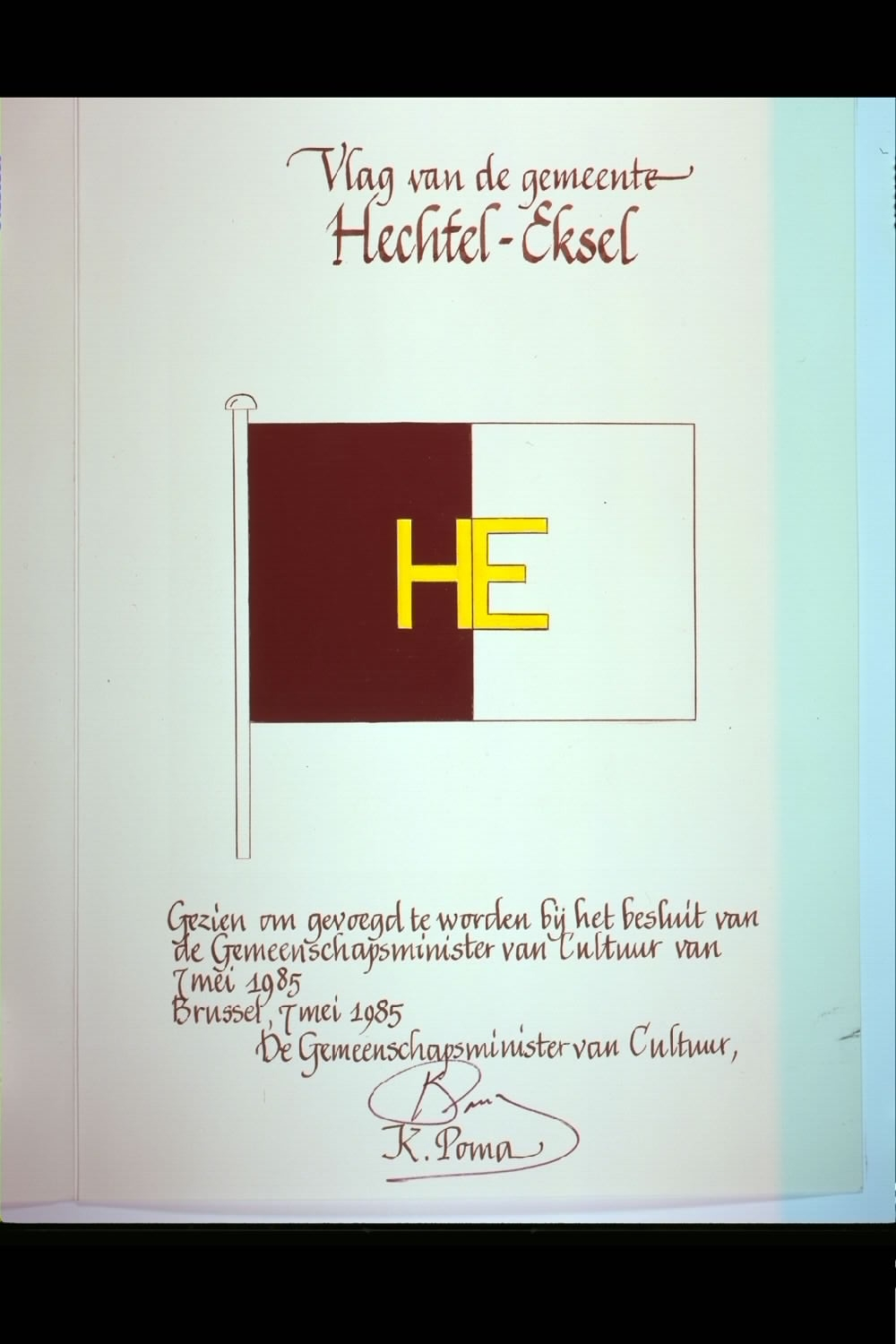
Verklaring tot status roerend erfgoed, getekend door Karel Poma